# Augustin Blondel de Gagny
Augustin Blondel de Gagny, né en mars 1695 et mort le 9 juillet 1776 à Paris, est un amateur et collectionneur d’art français du XVIIIe siècle ; son importante collection de tableaux de maître, d'objets d'art et de meubles de prix a été dispersée à sa mort lors d'une vente aux enchères. Une partie des tableaux et sculptures de Blondel de Gagny sont conservés au XXIe siècle dans les collections de grands musées européens comme le Musée du Louvre à Paris ou la Wallace Collection à Londres.

## Biographie
Il est le fils de Joseph Blondel, conseiller et trésorier général des Bâtiments du roi, administration chargée des constructions et de l'entretien des résidences royales, à Paris et aux environs. Joseph avait acheté un château à Gagny en 1706 (il le revend en 1725) ; c'est le nom de cette terre que son fils ajoute à son nom. Augustin épouse Marguerite-Henriette Barbier, qui meurt avant lui ; ils auront un seul enfant, Barthélémy-Augustin Blondel d'Azaincourt (ou d'Azincourt), né en 1719.
Grâce, en partie, à la protection de Jean-Baptiste de Machault d'Arnouville, Augustin Blondel occupe, à partir de 1750, le poste de trésorier général de la Caisse des Amortissements qui était destinée à rembourser les dettes du roi . En avril 1752, il est nommé intendant aux Menus-Plaisirs du roi, administration chargée de la préparation des cérémonies, fêtes et spectacles de la cour .
Il achète à Jean-Joseph Palerne de la Madeleine un petit château à Garges qu'il fait reconstruire dans le style néo-classique par Pierre Contant d'Ivry, qui avait également réaménagé le château d'Arnouville pour Machault d'Arnouville. Ce château, modifié au XIXe siècle, mal entretenu par ses propriétaires successifs et endommagé par les bombardements alliés de 1944 sur l'aérodrome du Bourget, voisin, est démoli en 1952. Il en subsiste une grille avec ses piliers en pierre de taille, inscrite aux Monuments historiques en 1944 , et une fontaine du parc . Blondel de Gagny acquiert en 1768 la seigneurie de Bonneuil, terre voisine de Garges.
Il commence à collectionner dans les années 1740. Amateur de musique, il acquiert un violon Stradivarius selon le catalogue de la vente, acheté pour 601 livres.
Il achète à Paris en 1723 une maison au 4 rue d'Anjou, qu'il fait remanier et agrandir en hôtel particulier ; il le loue de 1755 à 1758 et le vend le 12 août 1758 . En 1759, il s'installe dans l’hôtel particulier de son défunt père, place Louis-le-Grand, devenue la Place Vendôme, avec ses collections. Elles constituent ce qui est, à l'époque, considéré comme l’un des plus beaux cabinets de curiosités de la capitale française, décrit dans les guides de Paris du milieu du XVIIIe siècle . Hébert en 1766 l'introduit ainsi dans son Dictionnaire pittoresque et historique : « Le cabinet de M. Blondel de Gagny, place Louis le Grand, communément dite de Vendôme, est un des premiers et des plus curieux de Paris tant pour le choix des peintures, sculptures & dessins, que pour d'autres ouvrages extrêmement beaux, comme cabinets, et autres pièces d'ébénisterie du fameux Boul [...], une très grande quantité de bronzes, porcelaines anciennes des plus parfaites, & presque toutes du genre qu'on appelle première sorte, dont les montures semblent disputer de prix avec les pièces qu'elles accompagnent. » et consacre 43 pages à la description des différentes œuvres de la collection . C'est un but de visite pour les voyageurs de passage intéressés par l'art ; Joseph-Henry Costa de Beauregard, jeune noble savoyard, décrit ainsi longuement en 1766-1767 dans son journal de voyage  « le cabinet de M. de Cagny ... un des plus nombreux qu'il y ait dans Paris ... »  et ses collections .
Il meurt le 9 juillet 1776 et ses obsèques sont célébrées le lendemain à l'église Saint-Roch de Paris ; le Mercure de France lui consacre une courte notice dans son numéro d'août 1776 .

## Vente aux enchères de 1776
Selon ses dernières volontés, ses collections sont vendues aux enchères après sa mort au profit de ses petits-enfants . La vente a lieu en deux vacations, du 10 au 24 décembre 1776 et du 8 au 22 janvier 1777 , ; le catalogue rédigé par Pierre Remy, l'expert chargé de la vente, contient 1 141 numéros.
Le Journal de Paris rend compte de la vente le 1er février 1777 et indique : « Les vrais amateurs de la peinture conserveront longtemps le souvenir de cette vente : ils y ont vu les beaux tableaux monter à des prix qui justifient leur opinion et leur goût » . Les estimations sont contrastées : « Tous les tableaux importants de l'école flamande ou hollandaise ont vu leur estimation de base multipliée par quatre ou six en moyenne. Parmi les Français, Nicolas Poussin a vu la sienne multipliée par six ... À l'opposé celle de Claude Lorrain a été revue à la baisse, de même que celle de Pierre de Cortone. » , mais dans une décennie où les prix du marché de l'art enregistrent une envolée spectaculaire .
La vente, qui rapporte au total 1 249 692 livres , est largement suivie par les professionnels et les amateurs, dont le roi Louis XVI. Le fils de Blondel de Gagny, Barthélémy-Augustin Blondel d'Azaincourt, rachète une partie des œuvres de la collection de son père ; elles figureront dans sa propre vente après-décès en 1783 ,.

## Principales œuvres d'art de la collection

### Arts décoratifs
- Meubles, réalisés par les ébénistes comme Bernard II Van Riesen Burgh [17] ;
- Bronze doré du cartel de l'horloge de Gagny par Charles Cressent, une composition sculptée de style rococo surmontée par une allégorie du Temps ;
- Une vingtaine d'armoires, commodes et tables attribuées à André-Charles Boulle ou à ses fils : le catalogue de 1776 leur consacre une section sous le titre « Meubles & objets curieux du célèbre auteur Boule », p. 195-200 ; y figure un médaillier de Boulle de style baroque [18] ;
- Des armoires de laque chinoise ;
- Deux encoignures de laque [19] ;
- Des boîtes, des porcelaines chinoises et japonaises; des porcelaines de la manufacture de Vincennes et de Sèvres ;
- Des garnitures de cheminées d'après les Chevaux de Marly de Guillaume Coustou [20] ;
- Trois vases en porphyre avec des montures en bronze doré, avec des masques en forme de têtes d’animaux chimériques et des serpents, par l’orfèvre Robert Joseph Auguste ; Londres, Wallace Collection [21].
- Des montres fines.

### Peinture

#### Maîtres flamands et hollandais
- Rembrandt, Jeune fille à la fenêtre, huile sur toile, 1645, n° 70 du catalogue ; Londres, Dulwich Picture Gallery.
- Antoine van Dyck, Jeune homme jouant du luth.
- Gabriel Metsu, Le Marché aux herbes d'Amsterdam, 3e quart du XVIIe siècle ; Paris, musée du Louvre [22].
- Nicolaes Berchem.
- Philips Wouwerman, La Chasse au cerf, huile sur cuivre, 3e quart du XVIIe siècle ; Paris, musée du Louvre [23].
- David Teniers le Jeune, Le Festin de l'enfant prodigue, huile sur cuivre, 1644 ; Paris, musée du Louvre [24].
- Gerard ter Borch, Dame lisant une lettre, 1650-1660 ; Londres, Wallace Collection [25].
- Karel Dujardin, Les Charlatans italiens, huile sur toile, 1657 ; Paris, musée du Louvre [26] ; une eau-forte a été réalisée d'après le tableau par Jean-Jacques de Boissieu en 1772 sous le titre Les grands charlatans, avec l'inscription « Tiré du cabinet de Monsieur Blondel de Gagny, receveur général des Finances » [27].

#### Peintures françaises
- Nicolas Poussin, Jupiter enfant nourri par la chèvre Amalthée, huile sur toile, Londres, Dulwich Picture Gallery.
- Claude Gellée, dit « le Lorrain »
  - Vue d'un port avec le Capitole, huile sur toile, Rome, entre 1630 et 1639 ; Paris, musée du Louvre [28].
  - Vue du Campo Vacino à Rome, huile sur toile, Rome, vers 1636 ; Paris, musée du Louvre [29].

Les deux tableaux de Claude Gellée avaient été commandés par Philippe de Béthune, ambassadeur de France à Rome ; ils font partie de plusieurs collections importantes au XVIIIe siècle ; ils entrent à la fin du XVIIIe siècle dans les collections du duc de Brissac et seront saisis en 1792 après la mort de ce dernier.
- Jean-Baptiste Santerre, Philippe d’Orléans et sa maîtresse Marie Madeleine de la Vieuville, comtesse de Parabère, en Adam et Ève, huile sur toile, vers 1717-1718 ; Colorado, collection privée.
- Antoine Watteau, Les Champs Elysées [30], huile sur bois, 1720-1721 ; Londres, Wallace Collection [31].

#### École espagnole
- Murillo, La Jeune marchande de fleurs, huile sur toile, 1665-1670 ; Londres, Dulwich Picture Gallery. Le tableau a appartenu à trois importantes collections parisiennes, celles de la comtesse de Verrue, du marquis de Lassay et du comte Jean de la Guiche, avant d'entrer dans les collections de Blondel de Gagny en 1771. Lors de la vente de 1776, il est acheté par un marchand de tableaux parisien, Jean-Baptiste Pierre Le Brun, qui le vend à Londres en 1785 ; il est donné en 1811 au musée londonien [32],[33].

### Sculptures
- Giambologna
- François Girardon
- Michel Anguier
- Jacques Saly, L'Amour essayant une de ses flèches, marbre, 1753, sur un piédestal en marbre de Jacques Verberckt, 1755. Commandée par la marquise de Pompadour en 1752, la statue est achetée en 1764 par Blondel de Gagny à la mort de madame de Pompadour ; son fils la rachètera lors de la vente de 1776 (n° 400 du catalogue). Sous le Directoire, elle figure dans la collection du négociant Ignace-Joseph Vanlerberghe ; Paris, musée  du Louvre (achat en 2016) [34],[35].
- Robert Le Lorrain
  - Andromède, 1695-1696 ; cette statuette en bronze représentant Andromède enchaînée à un rocher, attendant le monstre marin auquel elle a été livrée, a appartenu à plusieurs collections privées ; elle entre au musée du Louvre par achat en 1978 [36].
  - Les autres sculptures du Lorrain possédées par Blondel de Gagny ne sont pas localisées, notamment les bustes en marbre d'un Faune et d'une Dryade, d'un Ganymède, d'une Flora, ainsi qu'un enfant et deux bustes de femmes en bronze [37].

## Galerie

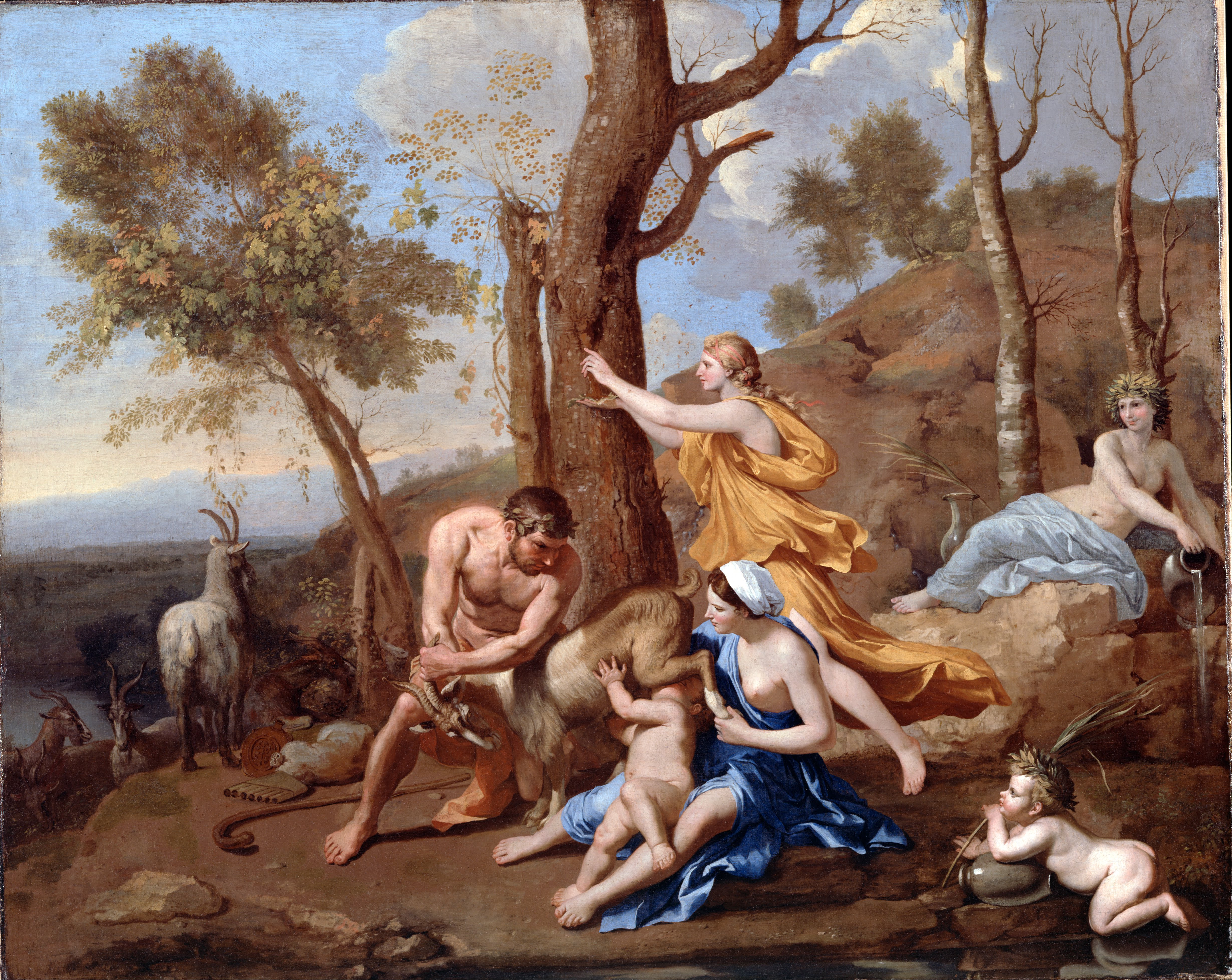
Nicolas Poussin, Jupiter enfant nourri par la chèvre Amalthée
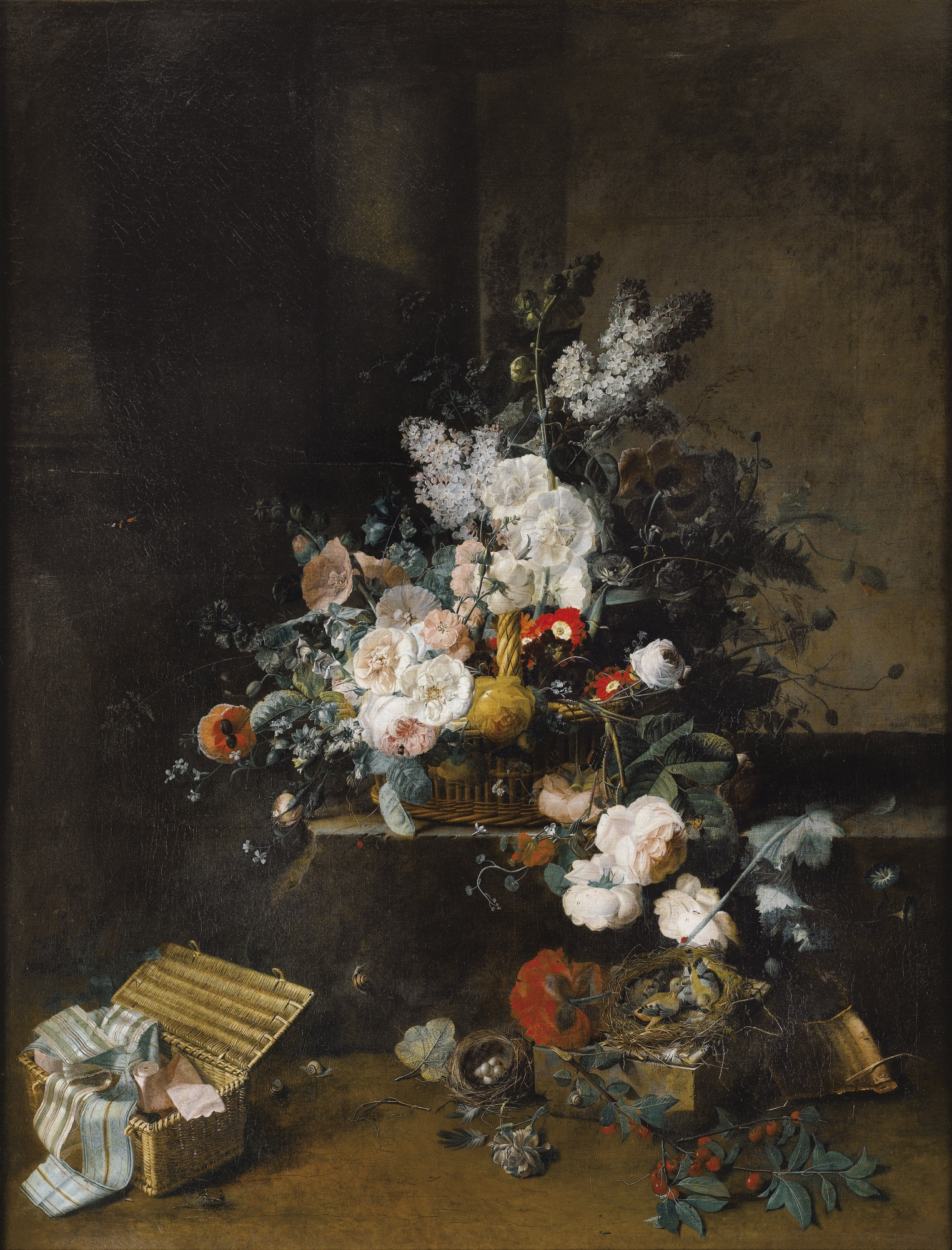
Jean-Louis Prévost, Nature morte au panier de fleurs et à la boîte à rubans, huile sur toile, 1774, collection privée
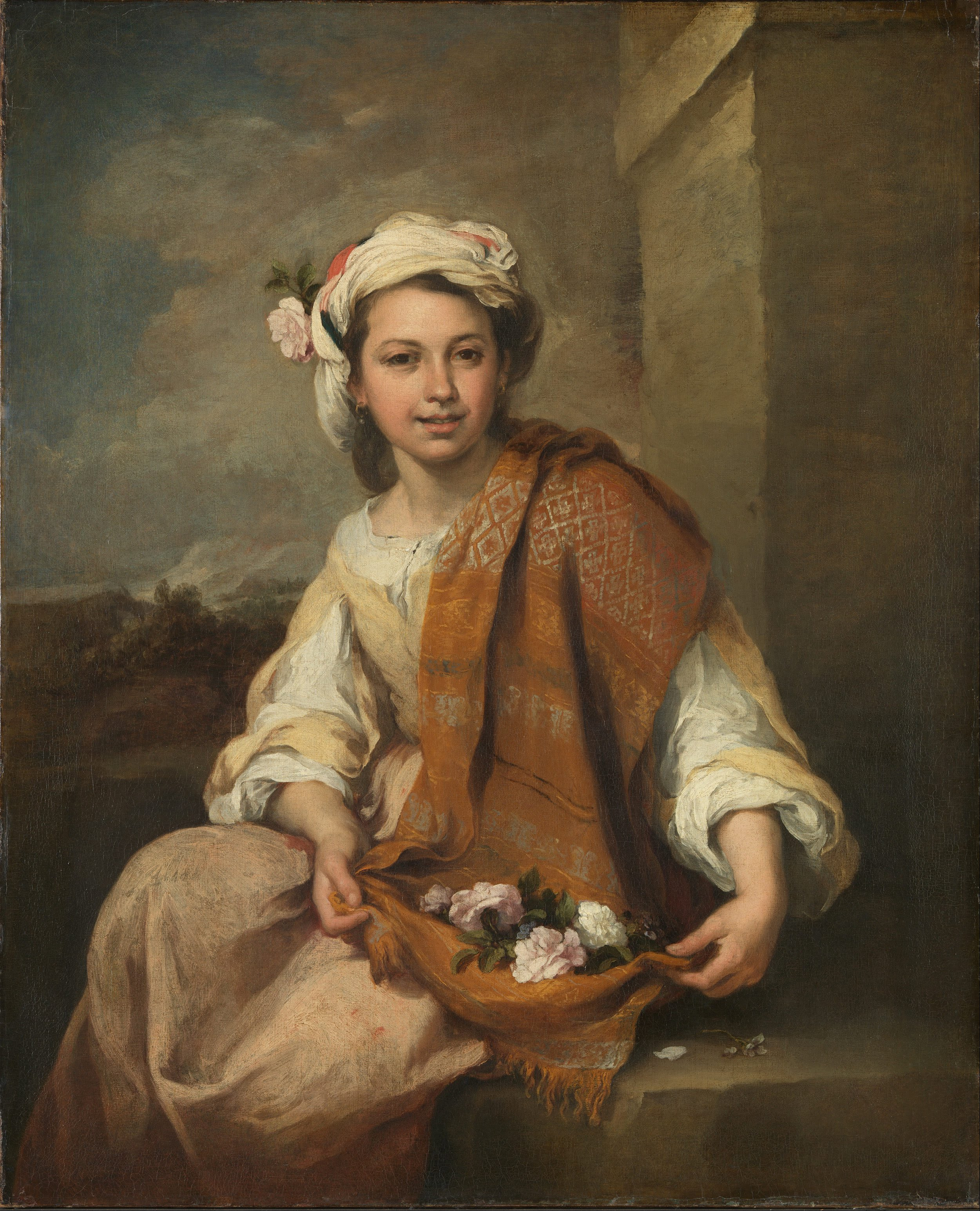
Murillo, La Jeune marchande de fleurs
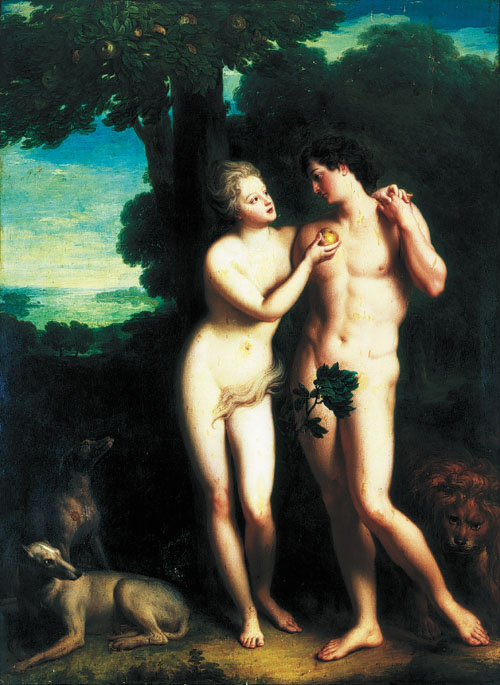
Jean-Baptiste Santerre, Philippe d’Orléans et sa maîtresse Marie Madeleine de la Vieuville, comtesse de Parabère, en Adam et Ève
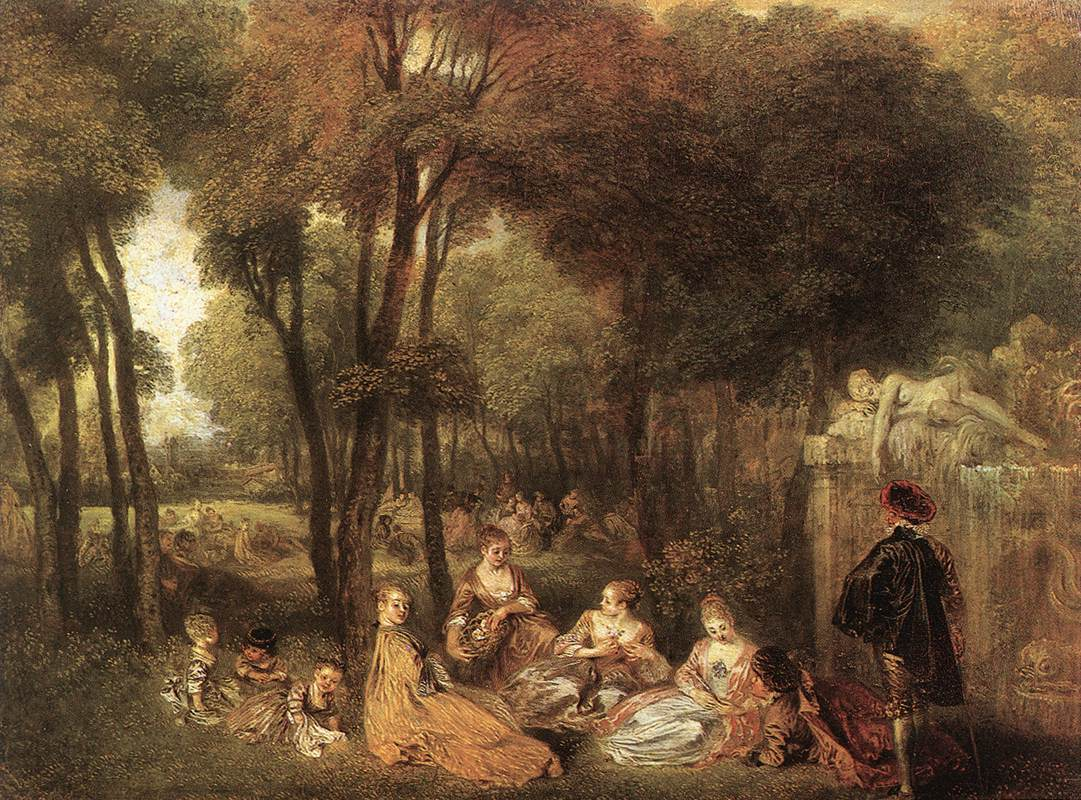
Antoine Watteau, Les Champs Elysées
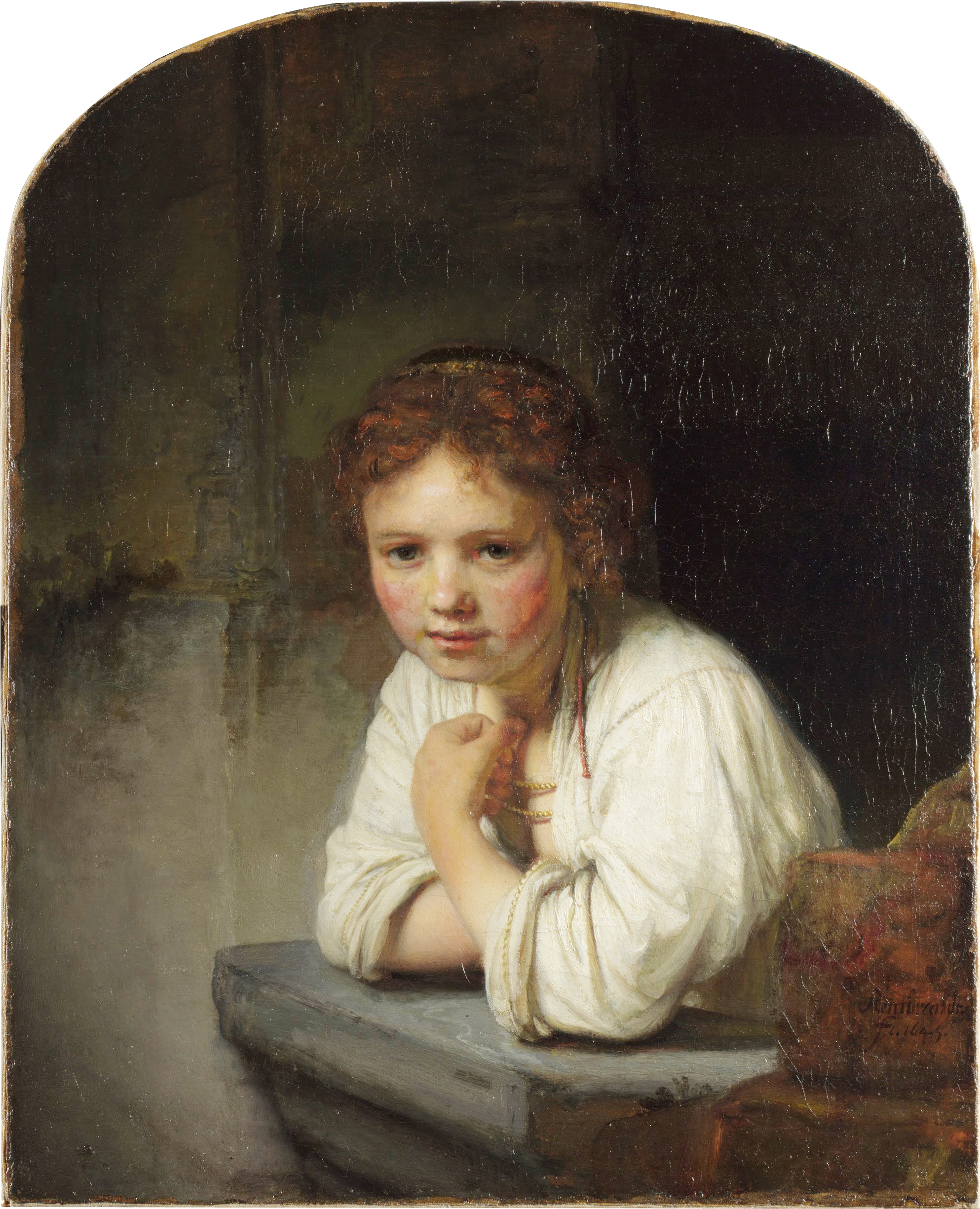
Rembrandt, Jeune fille à la fenêtre
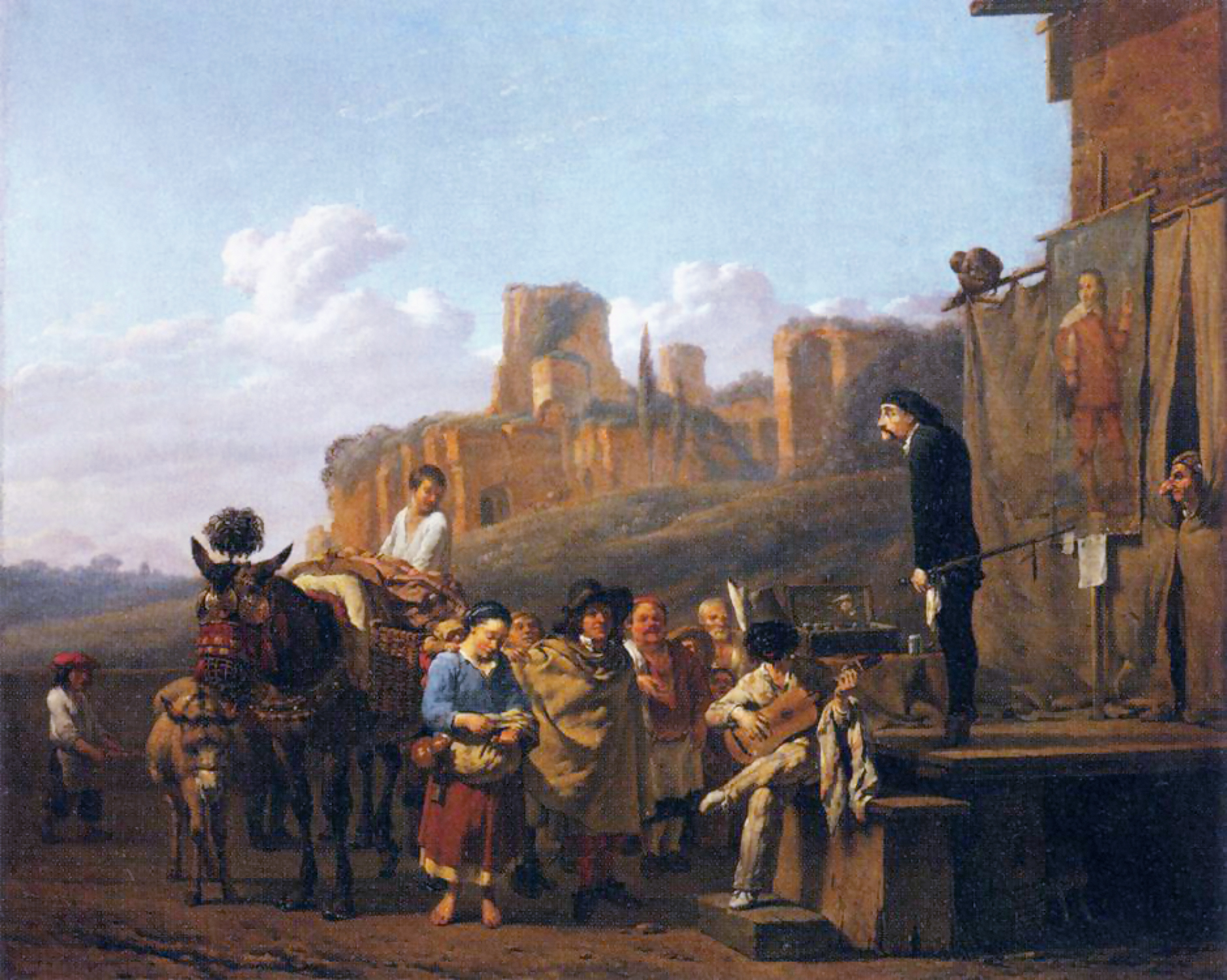
Karel Dujardin, Les Charlatans italiens